# Major (sofista)
Major (Maior, Μαΐωρ) fou un sofista i retòric àrab de llengua grega que va viure a la meitat del segle iii. Havia nascut a Aràbia i va escriure una obra en tretze llibres titulada περὶ στάσεων, esmentada a Suides, que no s'ha conservat.